# Annie Bruin
Anna Martha Elizabeth Bruin (signatuur 'A. Bruin' of 'Annie Bruin', Zaandijk (Zaanstad), 24 september 1870 - Blaricum, 24 juni 1961) was een Nederlandse kunstschilderes, tekenares en aquarellist van landschappen.

## Leven
Bruin volgde in de jaren 1892-1894 de opleiding voor de akte M.O. tekenen aan de Rijksnormaalschool voor Teekenonderwijzers in Amsterdam bij docenten Jan Derk Huibers en Johannes Leendert Vleming. Ze woonde in Koog aan de Zaan en Laren (Noord-Holland) en was sinds 1926 lid van de Vereeniging voor Beeldende Kunsten Laren-Blaricum. In de winter van 1939-1940 was ze met werk een van de 750 deelnemende kunstenaars aan de grote tentoonstelling met verkoop Onze kunst van heden in het Rijksmuseum Amsterdam.

## Werk
Onder meer
- De Schedelmeter. Portret van de Duitse antropoloog Alfred Waldenburg (Berlijn 1873-1942 Laren).[4][6][7]
- Gezicht op haven, particulier bezit[4]
- Gouache op papier, Bospad, 1900-1944, 38,5 cm x 48,5 cm (h x b)[8]
- Huizen in de sneeuw, olieverf op doek, 67,9 x 57,4 cm
- Korenschoven bij Laren, 46 x 37 cm[9]
- Landschap in het Gooi, 1900-1944, met lijst 52 x 71 cm.[10]
- Waterpomp met boerderij, olieverf op doek, collectie Gemeente Laren[4]

## Tentoonstellingen
Onder meer
- in eigen atelier in Laren en bij restaurant Hamdorff aldaar[9]
- 1919 Het Nationaal Zeemansfonds
- 1926 Werken door leden der Vereniging van Beeldende Kunstenaars Laren-Blaricum
- 1930 Zomertentoonstelling: werken van leden
- 1939-1940 Onze kunst van heden, Rijksmuseum Amsterdam
- 1943 Vereniging van Beeldende Kunstenaars Laren-Blaricum